# هيئة الطرق السريعة في بونتلاند
هيئة الطرق السريعة في بونتلاند (PHA) هي وكالة حكومية تم إنشاؤها بموجب القانون رقم 18 من دستور بونتلاند في عام 2000، وهي مسؤولة عن النقل البري والبنية التحتية ومسؤولة عن صيانة وتطوير شبكة الطرق في جميع أنحاء ولاية بونتلاند المتمتعة بالحكم الذاتي شمال شرق الصومال، وبالتالي، وعليه فإن الهيئة تلتزم بالإجراءات والمبادئ الهندسية، وتعود فكرة تأسيس الهيئة لعام 1996، قبل تأسيس بونتلاند في عام 1998.

## ملخص

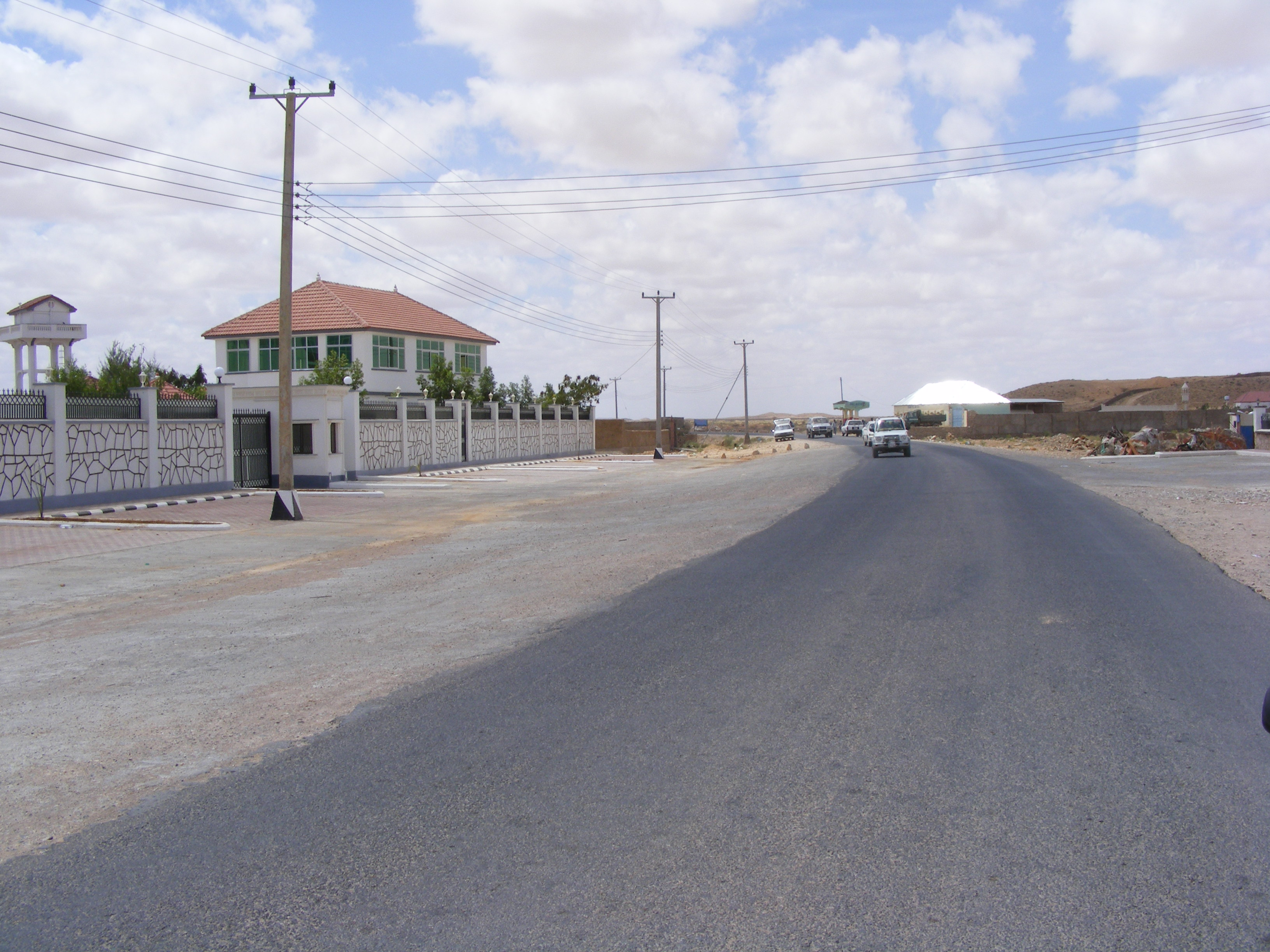
أحد الطرق التي تمر بأحد أحياء جروي.

في عام 2012، انتهت هيئة الطرق السريعة في بونتلاند من أعمال ترميم الطريق الذي يربط العاصمة جروي بمدينة جالكعيو مركز محافظة مدج بوسط الصومال، كما بدأت مشروع ترميم الطريق الذي يربط جروي بمدينة بوصاصو العاصمة التجارية لولاية بونتلاند في يونيو 2012.
بالإضافة إلى ذلك، بدأت الهيئة أعمال ترميم الطريق الذي يربط مدينة بوصاصو بمدينة قرطو في أكتوبر 2012،  و تخطط الهيئة أيضًا لبناء طرق جديدة تربط المدن الساحلية في بالطريق السريع الرئيسي في الولاية، وأبرز تلك المدن: بارجال، إيل، حافون، وجريبان . 

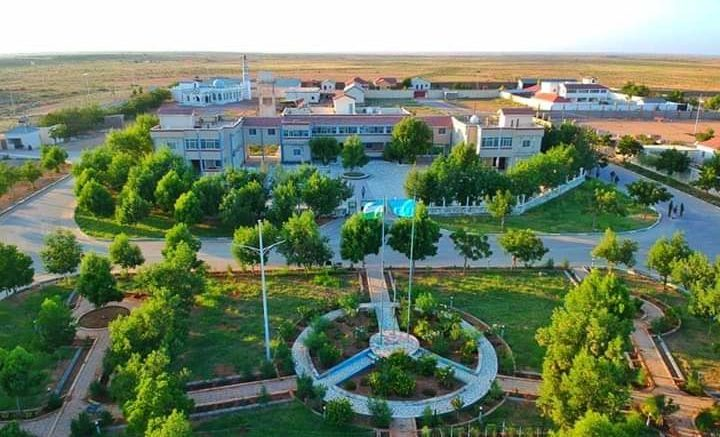
القصر الرئاسي لولاية بونتلاند

في أكتوبر 2014 بدأت هيئة الطرق السريعة في بونتلاند بناء طريق سريع جديد يربط القصر الرئاسي في جروي بباقي أحياء العاصمة الإدارية، في مشروع موّلته حكومة بونتلاند، ووفقًا لرئيس الهيئة محمود عبد النور آدم، فإن الطريق الجديد من شأنه تسهيل النقل المحلي والحركة، كما أشار وزير الأشغال العامة في بونتلاند، محمد حرسي، إلى أن سلطات ولاية بونتلاند تخطط لبناء وإصلاح طرق أخرى تربط المراكز الحضرية الإقليمية ببعضها. 